# I liga polska w piłce nożnej (2007/2008)
I Liga w piłce nożnej 2007/2008 – 74. edycja najważniejszych rozgrywek piłkarskich Polsce. Rozgrywki prowadzone i zarządzane są przez Ekstraklasę SA. Sponsorem tytularnym rozgrywek była telefonia komórkowa Orange, stąd nazwa rozgrywek – Orange Ekstraklasa. Równocześnie sezon ten był ostatnim, w którym nazwa „Ekstraklasa” była równoznaczna z terminem „I liga”.

## Informacje
- Mistrz Polski: Wisła Kraków
- Wicemistrz Polski: Legia Warszawa
- Zdobywca Pucharu Polski: Legia Warszawa
- Zdobywca Pucharu Ekstraklasy: Dyskobolia Grodzisk Wielkopolski
- Zdobywca Superpucharu Polski: Legia Warszawa
- Spadek: Widzew Łódź, Zagłębie Sosnowiec, Zagłębie Lubin, Korona Kielce
- Start w eliminacjach Ligi Mistrzów: Wisła Kraków
- Start w Pucharze UEFA[1]: Legia Warszawa, Lech Poznań
- Start w Pucharze Intertoto[2]: Cracovia

## Uczestnicy
| Uczestnicy poprzedniej edycji                                                                                 | Uczestnicy poprzedniej edycji    | Uczestnicy poprzedniej edycji | Uczestnicy poprzedniej edycji |
| --- | -------------------------------- | ----------------------------- | ----------------------------- |
| ZLU | Zagłębie Lubin                   | 1                             |                               |
| BEŁ | GKS Bełchatów                    | 2                             |                               |
| LEG | Legia Warszawa                   | 3                             |                               |
| CRA | Cracovia                         | 4                             |                               |
| DSK | Dyskobolia Grodzisk Wielkopolski | 5                             |                               |
| LPO | Lech Poznań                      | 6                             |                               |
| KOR | Korona Kielce                    | 7                             |                               |
| WKR | Wisła Kraków                     | 8                             |                               |
| ŁKS | ŁKS Łódź                         | 9                             |                               |
| ODR | Odra Wodzisław Śląski            | 10                            |                               |
| WID | Widzew Łódź                      | 12                            |                               |
| GZA | Górnik Zabrze                    | 14                            |                               |
| Awans z II ligi 2006/2007                                                                                     |                                  |                               |                               |
| RCH | Ruch Chorzów                     | 1                             |                               |
| JAG | Jagiellonia Białystok            | 2                             |                               |
| PBT | Polonia Bytom                    | 3                             |                               |
| ZSO | Zagłębie Sosnowiec               | 4                             |                               |
| Oznaczenia: - kolumna pierwsza – skróty nazw drużyn, - kolumna trzecia – miejsce zajęte w poprzednim sezonie. |                                  |                               |                               |

## Tabela
| Lp. | Drużyna                           | M  | Z  | R  | P  | Bramki | Bramki | Różn. | Pkt | Uwagi                                        | Bezpośrednio                                 |
| --- | --------------------------------- | -- | -- | -- | -- | ------ | ------ | ----- | --- | -------------------------------------------- | -------------------------------------------- |
| 1   | Wisła Kraków (M)                  | 30 | 24 | 5  | 1  | 68     | 18     | +50   | 77  | Liga Mistrzów UEFA • II runda kwalifikacyjna |                                              |
| 2   | Legia Warszawa1                   | 30 | 20 | 3  | 7  | 48     | 17     | +31   | 63  | Puchar UEFA • I runda                        |                                              |
| 3   | Dyskobolia Grodzisk Wielkopolski2 | 30 | 18 | 6  | 6  | 52     | 24     | +28   | 60  |                                              |                                              |
| 4   | Lech Poznań3                      | 30 | 17 | 6  | 7  | 55     | 32     | +23   | 57  | Puchar UEFA • I runda                        |                                              |
| 5   | Zagłębie Lubin4 (S)               | 30 | 15 | 7  | 8  | 43     | 30     | +13   | 52  | Spadek do I ligi                             |                                              |
| 6   | Korona Kielce4 (S)                | 30 | 15 | 6  | 9  | 38     | 32     | +6    | 51  | Spadek do I ligi                             |                                              |
| 7   | Cracovia                          | 30 | 11 | 6  | 13 | 30     | 32     | −2    | 39  | Puchar Intertoto UEFA (2008)                 | CRA 3 pts, 1-0-1, 3:1; GÓR 3 pts, 1-0-1, 1:3 |
| 8   | Górnik Zabrze                     | 30 | 11 | 6  | 13 | 34     | 39     | −5    | 39  |                                              | CRA 3 pts, 1-0-1, 3:1; GÓR 3 pts, 1-0-1, 1:3 |
| 9   | GKS Bełchatów                     | 30 | 9  | 11 | 10 | 26     | 32     | −6    | 38  |                                              |                                              |
| 10  | Ruch Chorzów                      | 30 | 8  | 10 | 12 | 35     | 41     | −6    | 34  |                                              |                                              |
| 11  | ŁKS Łódź                          | 30 | 7  | 9  | 14 | 25     | 31     | −6    | 30  |                                              |                                              |
| 12  | Odra Wodzisław Śląski             | 30 | 8  | 5  | 17 | 28     | 47     | −19   | 29  |                                              |                                              |
| 13  | Polonia Bytom                     | 30 | 7  | 7  | 16 | 22     | 45     | −23   | 28  |                                              |                                              |
| 14  | Jagiellonia Białystok             | 30 | 7  | 6  | 17 | 27     | 57     | −30   | 27  |                                              |                                              |
| 15  | Widzew Łódź (S)                   | 30 | 5  | 11 | 14 | 27     | 42     | −15   | 26  | Spadek do I ligi                             |                                              |
| 16  | Zagłębie Sosnowiec5 (S)           | 30 | 4  | 4  | 22 | 19     | 58     | −39   | 16  | Spadek do II ligi                            |                                              |

Źródło: 90minut.pl 
Oznaczenia: (M) – tytuł mistrzowski, (A) – awans, (S) – spadek.
Zasady ustalania kolejności: 1. liczba zdobytych punktów w całym cyklu rozgrywek; 2. liczba punktów zdobyta w meczach bezpośrednich; 3. różnica bramek w meczach bezpośrednich; 4. różnica bramek w meczach bezpośrednich – bramki zdobyte na wyjeździe liczone podwójnie; 5. różnica bramek w całym cyklu rozgrywek; 6. liczba zdobytych bramek w całym cyklu rozgrywek. 
Bezpośrednio: stosowane, gdy dwie lub więcej drużyn mają identyczny dorobek punktowy.
Objaśnienia:
1Legia Warszawa zakwalifikowała się do Pucharu UEFA jako zwycięzca Pucharu Polski.

2 Dyskobolia Grodzisk Wielkopolski została wykupiona po sezonie przez II ligową Polonia Warszawa i zrezygnowała z prawa startu w europejskich pucharach w sezonie 2008/2009.

3 Polski Związek Piłki Nożnej podjął decyzję, że do najbliższej edycji Pucharu UEFA zostanie zgłoszony Lech Poznań.

4 Za udział w aferze korupcyjnej Zagłębie Lubin oraz Korona Kielce zostały zdegradowane o jedną klasę rozgrywkową.

## Wyniki
| Gospodarz \ Gość                 | CRA | DSK | BEŁ | GZA | JAG | KOR | LPO | LEG | ŁKS | PBT | RCH | ODR | WID | WKR | ZLU | ZSO |
| Cracovia                         |     | 3:1 | 0:2 | 3:0 | 2:0 | 1:1 | 3:2 | 0:2 | 0:0 | 1:1 | 1:0 | 3:0 | 1:0 | 1:2 | 1:2 | 1:0 |
| Dyskobolia Grodzisk Wielkopolski | 0:0 |     | 0:0 | 3:1 | 3:1 | 4:0 | 1:0 | 1:0 | 2:0 | 3:1 | 1:4 | 0:0 | 3:0 | 0:0 | 2:0 | 3:0 |
| GKS Bełchatów                    | 0:4 | 1:1 |     | 0:0 | 2:0 | 2:0 | 0:3 | 2:2 | 1:0 | 0:3 | 2:0 | 3:1 | 3:1 | 0:0 | 0:1 | 2:0 |
| Górnik Zabrze                    | 1:0 | 0:0 | 2:0 |     | 3:0 | 0:3 | 0:1 | 0:3 | 1:1 | 4:0 | 1:0 | 1:0 | 1:1 | 1:3 | 0:1 | 4:2 |
| Jagiellonia Białystok            | 0:2 | 1:3 | 0:1 | 1:1 |     | 0:0 | 4:2 | 1:2 | 1:0 | 2:1 | 1:1 | 2:3 | 2:1 | 1:2 | 0:0 | 2:1 |
| Korona Kielce                    | 2:0 | 1:1 | 2:2 | 3:2 | 1:0 |     | 1:0 | 1:0 | 2:0 | 4:0 | 0:2 | 2:0 | 1:1 | 1:1 | 1:4 | 2:0 |
| Lech Poznań                      | 3:1 | 2:1 | 1:1 | 4:1 | 6:1 | 1:0 |     | 1:0 | 1:2 | 1:0 | 6:2 | 2:0 | 1:0 | 1:2 | 0:0 | 4:2 |
| Legia Warszawa                   | 1:0 | 1:0 | 4:1 | 2:0 | 0:0 | 2:0 | 0:1 |     | 2:1 | 3:1 | 2:0 | 0:1 | 3:1 | 2:1 | 3:0 | 5:0 |
| ŁKS Łódź                         | 0:0 | 0:1 | 2:0 | 0:1 | 0:0 | 0:1 | 1:2 | 0:1 |     | 0:0 | 1:1 | 0:1 | 2:0 | 0:1 | 2:1 | 3:0 |
| Polonia Bytom                    | 1:0 | 0:2 | 0:0 | 0:4 | 0:1 | 0:2 | 2:2 | 1:2 | 0:1 |     | 1:1 | 1:0 | 1:1 | 1:2 | 1:0 | 1:0 |
| Ruch Chorzów                     | 2:0 | 1:2 | 1:1 | 3:2 | 4:0 | 1:2 | 0:2 | 0:0 | 0:0 | 2:0 |     | 3:2 | 1:1 | 0:3 | 2:2 | 1:0 |
| Odra Wodzisław Śląski            | 0:1 | 1:2 | 1:0 | 0:2 | 1:3 | 1:0 | 1:2 | 0:2 | 2:2 | 0:2 | 2:0 |     | 1:1 | 2:2 | 1:3 | 1:0 |
| Widzew Łódź                      | 2:0 | 1:0 | 0:0 | 2:1 | 2:0 | 0:2 | 0:1 | 0:1 | 0:0 | 2:4 | 2:2 | 4:3 |     | 1:3 | 1:1 | 0:1 |
| Wisła Kraków                     | 2:1 | 3:0 | 2:0 | 2:0 | 5:0 | 4:0 | 4:2 | 1:0 | 5:2 | 5:0 | 2:0 | 0:0 | 1:0 |     | 2:1 | 4:0 |
| Zagłębie Lubin                   | 3:1 | 1:2 | 1:0 | 1:1 | 5:2 | 1:0 | 1:1 | 0:2 | 2:1 | 0:0 | 2:1 | 3:0 | 2:1 | 0:1 |     | 2:1 |
| Zagłębie Sosnowiec               | 1:2 | 1:3 | 0:0 | 0:2 | 3:1 | 2:3 | 0:0 | 2:1 | 1:3 | 1:0 | 0:0 | 0:2 | 1:3 | 0:0 | 0:3 |     |

Źródło: 90minut.pl
Objaśnienia:
1Drużyna gospodarzy jest wymieniona po lewej stronie tabeli.
Kolory: zielony – zwycięstwo gospodarzy, żółty – remis, różowy – zwycięstwo gości.

## Statystyki

### Najlepsi Strzelcy
| Gole | Strzelcy          | Drużyna                       |
| ---- | ----------------- | ----------------------------- |
| 23   | Paweł Brożek      | Wisła Kraków                  |
| 16   | Adrian Sikora     | Groclin Grodzisk Wielkopolski |
| 16   | Marek Zieńczuk    | Wisła Kraków                  |
| 15   | Takesure Chinyama | Legia Warszawa                |
| 12   | Hernán Rengifo    | Lech Poznań                   |
| 11   | Dawid Jarka       | Górnik Zabrze                 |
| 10   | Tomasz Zahorski   | Górnik Zabrze                 |
| 10   | Edi Andradina     | Kolporter Korona Kielce       |
| 10   | Marcin Zając      | Lech Poznań                   |
| 10   | Maciej Iwański    | KGHM Zagłębie Lubin           |
| 10   | Marcin Robak      | Kolporter Korona Kielce       |

- Źródło:[3]

### Najlepsi asystenci
|    | Zawodnik          | Drużyna                       |
| -- | ----------------- | ----------------------------- |
| 11 | Marek Zieńczuk    | Wisła Kraków                  |
| 10 | Maciej Iwański    | KGHM Zagłębie Lubin           |
| 9  | Jerzy Brzęczek    | Górnik Zabrze                 |
| 9  | Kamil Kosowski    | Wisła Kraków                  |
| 8  | Takesure Chinyama | Legia Warszawa                |
| 8  | Marcin Nowacki    | Odra 4/ Ruch 4                |
| 8  | Jean Paulista     | Wisła Kraków                  |
| 8  | Piotr Reiss       | Lech Poznań                   |
| 7  | Paweł Brożek      | Wisła Kraków                  |
| 7  | Edi Andradina     | Kolporter Korona Kielce       |
| 7  | Radosław Majewski | Groclin Grodzisk Wielkopolski |
| 7  | Piotr Piechniak   | Groclin Grodzisk Wielkopolski |
| 7  | Adrian Sikora     | Groclin Grodzisk Wielkopolski |

- Źródło: [4]

## Stadiony
| Lp. | Miasto                | Stadion                             | Klub                             | Pojemność | Zdjęcie |
| --- | --------------------- | ----------------------------------- | -------------------------------- | --------- | ------- |
| 1   | Bełchatów             | Stadion GKS                         | GKS Bełchatów                    | 5 238     |         |
| 2   | Białystok             | Stadion Miejski                     | Jagiellonia Białystok            | 10 tys.   |         |
| 3   | Bytom                 | Stadion im. Edwarda Szymkowiaka     | Polonia Bytom                    | 5,5 tys.  |         |
| 4   | Chorzów               | Stadion Ruchu                       | Ruch Chorzów                     | 9,3 tys.  |         |
| 5   | Chorzów               | Stadion Śląski                      | Ruch Chorzów                     | 47 202    |         |
| 6   | Grodzisk Wielkopolski | Stadion Dyskobolii                  | Dyskobolia Grodzisk Wielkopolski | 6 tys.    |         |
| 7   | Kielce                | Stadion Miejski                     | Korona Kielce                    | 15,5 tys. |         |
| 8   | Kraków                | Stadion Cracovii                    | Cracovia                         | 6,5 tys.  |         |
| 9   | Kraków                | Stadion Miejski im. Henryka Reymana | Wisła Kraków                     | 15 577    |         |
| 10  | Lubin                 | Stadion Zagłębia (nieistniejący)    | Zagłębie Lubin                   | 7,3 tys.  |         |
| 11  | Łódź                  | Stadion MOSiR                       | ŁKS Łódź                         | 12 160    |         |
| 12  | Łódź                  | Stadion Widzewa                     | Widzew Łódź                      | 10,5 tys. |         |
| 13  | Poznań                | Stadion Miejski                     | Lech Poznań                      | 24 166    |         |
| 14  | Sosnowiec             | Stadion Ludowy                      | Zagłębie Sosnowiec               | 7,5 tys.  |         |
| 15  | Warszawa              | Stadion Wojska Polskiego            | Legia Warszawa                   | 13 628    |         |
| 16  | Wodzisław Śląski      | Stadion Aleja                       | Odra Wodzisław Śląski            | 6 620     |         |
| 17  | Zabrze                | Stadion im. Ernesta Pohla           | Górnik Zabrze                    | 17 tys.   |         |

Uwagi:
- Zagłębie Sosnowiec w rundzie jesiennej rozgrywało spotkania jako gospodarz na stadionie w Wodzisławiu, ze względu na niespełnienie wymogów licencyjnych przez stadion w Sosnowcu.

## Sędziowie
Komisja Szkoleniowa Kolegium Sędziów PZPN zmieniła od ówczesnego sezonu regulamin awansu i degradacji sędziów Orange Ekstraklasy i II ligi, dostosowując go do standardów funkcjonujących od dziesięcioleci w FIFA, UEFA i wielu piłkarskich związkach narodowych. Według nowych zapisów o końcowej ocenie decydowała opinia Zarządu Kolegium Sędziów PZPN, a nie jak dotychczas automatyzm średniej arytmetycznej ocen wystawionych przez obserwatorów. Ponadto KS PZPN uzgodnił, że w celu zapewnienia odpowiednio wysokiego poziomu sędziowania zawodów w OE powinno sędziować 16-18 sędziów głównych
31 maja 2007 podczas posiedzenia Wydziału Dyscypliny PZPN zaproponowano, by w związku z dotychczasowym uwikłaniem sędziów piłkarskich w aferę korupcyjną, o dopuszczeniu do prowadzenia zawodów piłkarskich w OE i II lidze decydowało badanie uczciwości przeprowadzone wariografem. Wiceprzewodniczący WD PZPN Robert Zawłocki zapowiedział, że organ jest gotów do 13 czerwca przygotować stosowną uchwałę dla zarządu w kwestii badania wariografem sędziów.
Sędziowie Orange Ekstraklasy w sezonie 2007/2008:
| - Zdzisław Bakaluk (Warmińsko-Mazurski ZPN) - Marcin Borski**) (Mazowiecki ZPN) - Leszek Gawron (Podkarpacki ZPN) - Paweł Gil (Lubelski ZPN) - Grzegorz Gilewski (Mazowiecki ZPN) - Mirosław Górecki (Śląski ZPN) - Jacek Granat (Mazowiecki ZPN) | - Adam Kajzer (Podkarpacki ZPN) - Robert Małek (Śląski ZPN) - Marek Mikołajewski*) (Mazowiecki ZPN) - Tomasz Mikulski (Lubelski ZPN) - Włodzimierz Milczarek*) (Łódzki ZPN) - Piotr Pielak (Mazowiecki ZPN) - Mariusz Podgórski**) (Dolnośląski ZPN) | - Marek Ryżek*) (Wielkopolski ZPN) - Hubert Siejewicz (Podlaski ZPN) - Marcin Szulc (Mazowiecki ZPN) - Jacek Walczyński (Lubelski ZPN) - Marcin Wróbel*) (Mazowiecki ZPN) - Jarosław Żyro (Kujawsko-Pomorski ZPN) |

*) arbitrzy zatrzymani lub odsunięci w trakcie sezonu od prowadzenia spotkań i zawieszeni w prawach sędziego na skutek sankcji dyscyplinarnych nałożonych ze względu na ich domniemany udział w aferze korupcyjnej.

**)arbitrzy odsunięci w trakcie sezonu od prowadzenia spotkań decyzją Kolegium Sędziów PZPN za rażąco niski poziom prowadzenia zawodów.

## Rozgrywki
W sezonie 2007/2008 drużyny rozegrały 30 kolejek ligowych po 8 meczów każda (razem 240 spotkań) w dwóch rundach: jesiennej i wiosennej. Inauguracja rozgrywek miała miejsce 27 lipca 2007 o godz. 19:00 w Grodzisku Wielkopolskim, gdzie miejscowa Dyskobolia podejmowała beniaminka Orange Ekstraklasy Ruch Chorzów. Mecz zakończył się porażką gospodarzy 1:4. Godzinę później rozpoczęło się spotkanie broniącego tytułu Mistrza Polski, Zagłębia Lubin z łódzkim Widzewem, w którym 2:1 zwyciężył zespół z Lubina. Runda jesienna zakończyła się 8 grudnia 2007.

## Klasyfikacja medalowa mistrzostw Polski po sezonie
Tabela obejmuje wyłącznie kluby mistrzowskie.
|     | Klub             |    |    |    |
| --- | ---------------- | -- | -- | -- |
| 1.  | Ruch Chorzów     | 14 | 5  | 7  |
| 2.  | Górnik Zabrze    | 14 | 4  | 7  |
| 3.  | Wisła Kraków     | 11 | 12 | 9  |
| 4.  | Legia Warszawa   | 8  | 10 | 11 |
| 5.  | Cracovia         | 5  | 2  | 2  |
| 6.  | Lech Poznań      | 5  | 0  | 3  |
| 7.  | Widzew Łódź      | 4  | 7  | 3  |
| 8.  | Pogoń Lwów       | 4  | 3  | 0  |
| 9.  | Warta Poznań     | 2  | 5  | 7  |
| 10. | Polonia Bytom    | 2  | 4  | 2  |
| 11. | Polonia Warszawa | 2  | 3  | 2  |
| 12. | ŁKS Łódź         | 2  | 1  | 3  |
| 12. | Stal Mielec      | 2  | 1  | 3  |
| 14. | Zagłębie Lubin   | 2  | 1  | 1  |
| 15. | Śląsk Wrocław    | 1  | 2  | 1  |
| 16. | Szombierki Bytom | 1  | 1  | 1  |
| 17. | Garbarnia Kraków | 1  | 1  | 0  |